# Tristania
Tristania is een dark gothic metalband uit Noorwegen. De band werd opgericht eind 1996 door Morten Veland, Einar Moen en Kenneth Olsson.

## Muziek
Tristania's muziek kan worden geclassificeerd als "scandinavische gothic metal". De muziek wordt door de band zelf omschreven als black metal gecombineerd met opera, gregoriaans gezang en middeleeuwse muziek. 
Tristania legt de nadruk op de opera-achtige vrouwelijke zang, haunting choruses en klassieke instrumenten, zoals fluiten en violen. Dergelijke gotische elementen worden gecombineerd  met black metal riffing. 
Voor wat betreft de metal gebruikt Tristania black metal riffs met keyboard en krachtige drumpartijen. De death vocals worden gebracht door de zanger Morten Veland. Hiermee wordt de vrouwelijke zangpartij gecombineerd. Deze mix heeft volgens kenners een hoogtepunt bereikt op hun album Beyond the Veil.
Tristania maakt gebruik van drie soorten zangpartijen:
- vrouwelijke zang - Vibeke Stene, vanaf 2007 Mariangela Demurtas.
- normale zang - Østen Bergøy.
- Death Vocals - In successie: Morten Veland, Kjetil Ingebrethsen, Anders H. Hidle & Sven Teirje Solvang

## Biografie
Tristania werd opgericht door Morten Veland, Einar Moen and Kenneth Olsson. Later kwamen Anders H. Hidle en Vibeke Stene bij de band. In mei 1997 werd hun eerste ep, Tristania genaamd, uitgebracht. In 1998 werd het eerste album uitgebracht (Widow's Weeds). Een jaar later werd hun tweede album gelanceerd, Beyond the Veil, dat door fans als het beste album van de band wordt beschouwd. Morten Veland verliet de band na de release van Beyond the Veil.
Na dit album werd de single Angina gelanceerd en in 2001 het derde album (World of Glass). Het verlies van Veland was merkbaar. Hij werd op het album vervangen voor de 'Death Growl' door Ronny Thorsen, lid van Trail of Tears. De normale zang werd vervuld door Jan Kenneth Barkverd en Østen Bergøy. Vlak na de release van World of Glass werd Bergøy lid van de band, samen met Kjetil Ingebrethsen, die de growls voor zijn rekening nam, met ondersteuning van Hidle.
In januari 2005 werd het album Ashes gelanceerd. Later in dat jaar trad Svein Terje Solvang, de sessiegitarist op de laatste twee tours, toe tot de band.
Op 22 januari 2007 verscheen het album Illumination, waarbij Vorph van Samael een gastbijdrage deed voor de death vocals. Een maand later werd er medegedeeld dat zangeres Vibeke Stene besloten had te stoppen met Tristania. Haar plaats is inmiddels ingenomen door de Italiaanse Mariangela Demurtas.
Begin september 2022 maakte de band bekend om medische redenen per direct stoppen.

## Discografie
- Tristania (1997, ep)
- Widow's Weeds (1998)
- Beyond the Veil (1999)
- World of Glass (2001)
- Ashes (2005)
- Illumination (2007)
- Rubicon (2010)
- Darkest White (2013)

## Bandleden

### Huidige leden
- Anders Høvyvik Hidle - gitaar/death vocals
- Einar Moen - keyboards/samples
- Mariangela Demurtas - zang
- Kjetil Nordhus - zang/gitaar
- Gyri Smørdal Losnegaard - gitaar
- Ole Vistnes - basgitaar
- Tarald Lie Jr. - drums

### Voormalige leden
- Morten Veland - death vocals/gitaar (1995-2000) (werd oprichter van Sirenia)
- Kjetil Ingebrethsen - death vocals (2002-2006)
- Vibeke Stene - zang (1996-2007)
- Østen Bergøy - zang (2001-2010)
- Svein Terje Solvang - gitaar (2006-2008)
- Rune Østerhus - basgitaar (1995-2009)
- Kenneth Olsson - drums (1995-2010)

### Sessiemuzikanten
- Jan Kenneth Barkverd - Zang (Tevens Sirenia)
- Ronny Thorsten - death vocals op World of Glass
- Pete Johansen - Viool op Widows Weeds, Beyond the Veil & World of Glass
- Hans Josef Groh - Cello op Ashes